# New Zealand Open 1995
Die New Zealand Open 1995 im Badminton fanden vom 8. bis zum 10. September 1995 in Waitakere City statt.

## Sieger und Platzierte
| Disziplin    | Gold                          | Silber                      | Bronze                        |
| ------------ | ----------------------------- | --------------------------- | ----------------------------- |
| Herreneinzel | Tam Kai Chuen                 | Nick Hall                   | Dean Galt                     |
| Herreneinzel | Tam Kai Chuen                 | Nick Hall                   | Tan Sian Peng                 |
| Dameneinzel  | Song Yang                     | Zarinah Abdullah            | Julie Still                   |
| Dameneinzel  | Song Yang                     | Zarinah Abdullah            | Rhona Robertson               |
| Herrendoppel | Chan Siu Kwong He Tim         | Dean Galt Grant Walker      | Anton Gargiulo Nick Hall      |
| Herrendoppel | Chan Siu Kwong He Tim         | Dean Galt Grant Walker      | Kerrin Harrison Glenn Stewart |
| Damendoppel  | Tammy Jenkins Rhona Robertson | Lianne Shirley Julie Still  | Megan Heaney Kati Tibor       |
| Damendoppel  | Tammy Jenkins Rhona Robertson | Lianne Shirley Julie Still  | Louisa Koon Wai Chee Ng Ching |
| Mixed        | He Tim Chan Oi Ni             | Paul Stevenson Amanda Hardy | Dean Galt Tammy Jenkins       |
| Mixed        | He Tim Chan Oi Ni             | Paul Stevenson Amanda Hardy | Chan Siu Kwong Tung Chau Man  |

## Finalresultate
| Disziplin    | Sieger                        | Finalist                    | Ergebnis          |
| ------------ | ----------------------------- | --------------------------- | ----------------- |
| Herreneinzel | Tam Kai Chuen                 | Nick Hall                   | 15-9, 15-13       |
| Dameneinzel  | Song Yang                     | Zarinah Abdullah            | 11-4, 8-11, 11-5  |
| Herrendoppel | Chan Siu Kwong He Tim         | Dean Galt Grant Walker      | 12-15, 15-8, 15-9 |
| Damendoppel  | Tammy Jenkins Rhona Robertson | Lianne Shirley Julie Still  | 15-1, 15-4        |
| Mixed        | He Tim Chan Oi Ni             | Paul Stevenson Amanda Hardy | 15-10, 15-5       |